# Браун, Генри Ньютон
Ге́нри Нью́тон Бра́ун (англ. Henry Newton Brown), также известный под именем Хендри (англ. Hendry; 1857, Колд-Спрингс, округ Фелпс, Миссури, США — 30 апреля 1884, Медисин-Лодж, Канзас, США) — американский ковбой и ганфайтер. Генри Браун был одним из основных бойцов «Регуляторов», окружного отряда, участвовавшего в Войне в округе Линкольн. После поражения «Регуляторов» в войне и ликвидации отряда некоторое время служил правоохранителем в Колдуэлле, штат Канзас, однако впоследствии принял решение стать бандитом. Был застрелен после неудачного ограбления банка в Медисин-Лодж в Канзасе.

## Ранние годы
Генри Ньютон Браун родился и вырос в городке Колд-Спрингс в округе Фелпс, в десяти милях к югу от Роллы, штат Миссури. Он рано осиротел и вместе с сестрой до семнадцати лет воспитывался своими дядей Джаспером Ричардсоном (англ. Jasper Richardson) и тётей Алдамирой Ричардсон (англ. Aldamira Richardson). Около 1874 года покинул Миссури, перебравшись на запад. С 1875-го по 1876-й работал ковбоем в Колорадо и Техасе. В это время Генри Браун, находясь на территории так называемого Техасского выступа, предположительно, убил человека в перестрелке, после чего покинул Техас и обосновался в округе Линкольн на Территории Нью-Мексико, первоначально устроившись на работу к Лоренсу Мёрфи. Через полтора года, недовольный заработной платой, Браун покинул компанию Мёрфи, перейдя на работу на ранчо Джона Танстелла в Рио-Феликс, и вскоре оказался втянут в самый кровавый гражданский конфликт на Диком Западе, который вошёл в историю как Война в округе Линкольн.

## Война в округе Линкольн
Война в округе Линкольн стала следствием соперничества между компанией «Мёрфи и Долан» и английским предпринимателем Джоном Танстеллом за экономическое влияние в штате Нью-Мексико. Фактически округ контролировался ирландскими предпринимателями Лоренсом Мёрфи и Джеймсом Доланом, на тот момент владеющими там единственным магазином. Их фирма имела сильных покровителей в лице губернатора штата и генерального прокурора Территории Нью-Мексико, которые были её поручителями. К тому же, охотно скупая краденый скот, они заполучили контракт на поставки мяса с правительством США. Танстелл и его адвокат Александр Максуин были противниками их альянса. Джон Танстелл нанял для охраны своего скота людей, в число которых, кроме Брауна, входил и Билли Кид. На стороне компании «Мёрфи и Долан» были банда Джесси Эванса, банда Джона Кинни и отряд ранчеров, известный как «Воины семи рек». Кроме того, Джеймс Долан подкупил представителей закона, в частности, шерифа Уильяма Брейди. Фракции были разделены по этническому и религиозному признаку: люди Мёрфи были в основном католиками-ирландцами, а Танстелл и его союзники — английскими протестантами.
Убийство Танстелла бандой Эванса, подосланной шерифом Брейди, произошедшее 18 февраля 1878 года, развязало конфликт между двумя фракциями. Люди Танстелла обратились к мировому судье Уилсону, который выписал ордера на арест виновных. Констебль Мартинес вместе с Билли Кидом и Фредом Уэйтом отправились к Долану, укрывавшему банду Эванса, но находившийся там же шериф Брейди отказался выдать убийц, более того, он арестовал Мартинеса, Кида и Уэйта. Мартинеса он отпустил через пару часов, а Уэйта и Кида — спустя двое суток. После этого ковбои Танстелла, уже не надеясь на помощь шерифа, объединились в окружной отряд «Регуляторы» (англ. Regulators), для того чтобы отомстить убийцам. Основными бойцами отряда были Дик Брюэр, Билли Кид, Док Скарлок, Чарли Боудри, Хосе Чавес-и-Чавес, «Грязный Стив» Стивенс, Джон Миддлтон, Фрэнк Макнаб, Генри Ньютон Браун, Том О’Фолльярд, а также кузены Джордж и Фрэнк Коу. Юридически группа была создана как помощники мирового судьи Уилсона. Брюэр возглавил отряд, поскольку был самым старшим и опытным.
8 или 9 марта 1878 года «Регуляторы» убили Билла Мортона и Фрэнка Бейкера, двух членов банды Эванса, не намереваясь заключать их под стражу и предавать суду. «Регуляторам» также приписывается убийство члена их отряда Уильяма Макклоски, который якобы их предал, 9 марта у Блэкуотер-Крик.
После этих убийств шериф Брейди обратился за помощью к генеральному прокурору Территории Нью-Мексико Томасу Бентону Катрону с просьбой «положить конец этой анархии». Катрон передал запрос губернатору Сэмюэлю Б. Акстеллу. Губернатор постановил, что Джон Уилсон, мировой судья, был незаконно назначен уполномоченными округа Линкольн, и, таким образом, действия «Регуляторов», ранее считавшиеся законными, отныне таковыми не считаются. Фактически постановление означало, что «Регуляторы» теряют статус окружного отряда и право носить значки правоохранителей, а шериф Брейди и его люди теперь признаются единственными сотрудниками правоохранительных органов округа Линкольн.
1 апреля шериф Брейди с четырьмя помощниками шёл по главной улице Линкольна, когда из-за забора магазина Танстелла прогремели выстрелы. Считается, что в нападении участвовали Джим Френч, Фрэнк Макнаб, Джон Миддлтон, Фред Уэйт, Генри Браун, Билли Кид и, возможно, Хосе Чавес-и-Чавес. Брейди был убит на месте, получив около дюжины огнестрельных ранений, заместитель шерифа Джордж У. Хиндман — смертельно ранен. Помимо этого, в перестрелке был ранен случайной пулей судья Уилсон, мирно работавший возле своего дома. 8 апреля на прошедшем в Линкольне судебном разбирательстве в убийстве Брейди были обвинены Генри Браун, Джон Миддлтон и Билли Кид; Фред Уэйт был обвинён в убийстве Хиндмана.
Генри Браун принимал участие в Перестрелке в Блейзерс-Милл 4 апреля 1878 года, когда «Регуляторы» атаковали и смертельно ранили члена банды Эванса Эндрю «Картечь» Робертса.
14 мая 1878 года Браун участвовал в карательном рейде на скотоводческое ранчо Долана — Райли, организованном Доком Скарлоком в отместку за убийство Фрэнка Макнаба. По словам Джона Райли, они угнали двадцать шесть лошадей и двух мулов, убили пастуха по имени Уэйр; индейца-навахо, работавшего на ранчо поваром; и 15-летнего мальчика по имени Джонни. Также утверждается, что они арестовали ковбоя по имени «Индеец Мануэль» Сеговия (который, как считается, лично добил раненого Макнаба), но он был убит при попытке к бегству.
Браун также сражался в Битве за Линкольн 15-19 июля 1878 года. Генри Ньютон Браун был одним из трёх «Регуляторов» (двое других — Джордж Коу и Сэм Смит), которые не были блокированы войсками Мёрфи — Долана в доме Максуина, а держали оборону, укрепившись на складе зерна, находившемся за магазином Танстелла. Известно, что 19 июля эта троица ранила в шею Энди Бойла, пытавшегося поджечь конюшни Максуина, а также плотным ружейным огнём вынудила троих поджигателей укрыться в отдельно стоящей уборной, продержав их там до вечера. Брауну удалось выйти из окружения в битве, не получив ранений.

## В банде Билли Кида
После поражения в Битве за Линкольн часть выживших «Регуляторов», включая и Брауна, объединилась в банду Билли Кида.
5 августа 1878 года Генри Браун, Билли Кид, Том О’Фолльярд, Док Скарлок, Чарли Боудри, Фред Уэйт и Джон Миддлтон при попытке угнать лошадей из резервации мескалеро совершили убийство индейского агента Джо Мориса Бернштейна. Его смерть традиционно приписали Билли Киду, хотя Кид позднее утверждал, что смертельный выстрел был произведён кем-то другим.
Генри Браун покинул банду осенью 1878 года, после того как они угнали табун лошадей из округа Линкольн. Лошади были проданы в маленьком городке Таскоса, расположенном на территории Техасского выступа, после чего Кид отправился обратно на Территорию Нью-Мексико, а Браун, на которого в Нью-Мексико были выписаны два ордера за убийства, благоразумно решил остаться в Техасе.

## Карьера законника
Известно, что, оставив банду Кида, Браун несколько лет прослужил правоохранителем в Техасе, однако неясно, в какой именно должности: одни источники утверждают, что он был заместителем шерифа в округе Олдем, другие — что маршалом или констеблем в Таскосе. Тем не менее, не позднее 1881 года он был уволен из правоохранительных органов Техаса из-за вспыльчивого нрава, так как «всегда хотел подраться и слишком высоко задирал свой нос».
После увольнения Браун пробрался через Индейскую территорию в Оклахому, где устроился работать ковбоем на ранчо Барни О’Коннора. В июле 1882 года в возрасте примерно 25 лет он осел в Колдуэлле, штат Канзас, где вскоре был назначен помощником маршала города, а примерно через пять месяцев был произведен в маршалы. После повышения Брауна в должности его помощником был назначен Бен Уилер (англ. Ben Wheeler), также ранее служивший законником в Техасе. Колдуэлл был конечной точкой Тропы Чизхолма и местом, где она пересекалась с железной дорогой Атчинсон, Топека и Санта-Фе, и, как популярный транзитный пункт перегонки скота из Канзаса в Нью-Мексико, имел долгую и обширную историю насилия и преступлений. За несколько месяцев до прибытия Брауна в город в нём было зарегистрировано четыре убийства (все — представителей закона) и восемь линчеваний. Браун и Уилер, объединив усилия, смогли быстро и эффективно очистить город от криминалитета.
Современники описывали Брауна как низкорослого человека, который не курил, не пил, не жевал табак, не играл в азартные игры и был «чрезвычайно скромным и, по сути, застенчивым», немногословным, неохотно роняющим слова интровертом, а также отмечали, что он регулярно посещал методистскую церковь. Говорили, что он «завоевал полное доверие народа и вёл себя так, что все двери в городе всегда были открыты для него». Другие описания упоминают его «квадратную челюсть, мало чем отличающаяся от челюсти быка», и «лицо, указывающее на твердость характера и отсутствие страха». При этом все свидетели сходятся в том, что он легко впадал в ярость, а его внешне кроткая манера поведения моментально превращалась в «убийственную серьёзность». На службе Генри Браун предпочитал использовать в качестве основного вооружения два шестизарядных револьвера, ведя огонь с обеих рук.
В канун католического Рождества 1882 года Генри Ньютон Браун был премирован винтовкой Винчестера, украшенной именной гравировкой. К ложе винтовки была прикреплена серебряная табличка, на которой золотом была выбита надпись: «Подарен городскому маршалу Г. Н. Брауну за безупречную службу гражданам Колдуэлла, Канзас, от имени мэра города А. Н. Колсона. Декабрь 1882 года».
Из этой винтовки (при исполнении служебных обязанностей) Браун убил карточного шулера Ньюта Бойса (англ. Newt Boyce) в Колдуэлле 16 декабря 1883 года. Ещё одним убийством, совершённым Брауном в Колдуэлле, была смерть Пятнистого Коня (англ. Spotted Horse) 14 мая 1883 года, индейца-ренегата, пытавшегося ограбить бакалейный магазин. Кроме того, 11 апреля 1883 года Браун и Уилер арестовали в окрестностях Колдуэлла двух скотокрадов по фамилии Росса, отца и сына, второй сын Росса был ими убит при задержании.
Маршал Браун и помощник маршала Уилер настолько успешно справлялись со своими обязанностями, что благодарные жители города называли их лучшей и самой эффективной командой законников, которая когда-либо защищала Колдуэлл. Их назначали на эти должности три срока подряд. Газета The Caldwell Post назвала Брауна «одним из самых быстрых стрелков Юго-Запада».

## Семейная жизнь
26 марта 1884 года в Колдуэлле Генри Браун женился на Элис Мод Левагуд (англ. Alice Maude Levagood, 23 марта 1861 — 25 мая 1935), дочери зажиточного местного предпринимателя Дэвида Левагуда, производителя кирпича. Элис Мод окончила колледж, что было редкостью для женщин той эпохи, и до замужества некоторое время проработала учительницей в индейской резервации на Территории Индиана.

## Ограбление банка

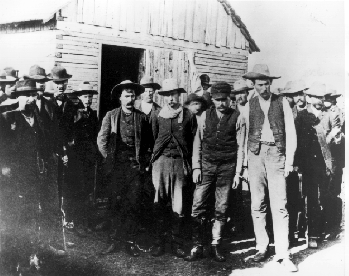
Банда Брауна после ареста 30 апреля 1884 года. Четверо, стоящие в центре, слева направо: Джон Уэсли, Генри Браун, Уильям Смит и Бен Уилер

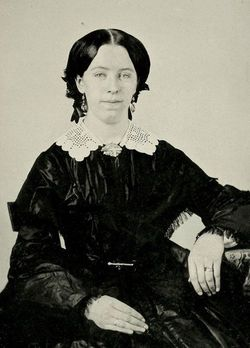
Элис Мод Левагуд, около 1884

В апреле 1884 года Браун и Уилер под предлогом розыска беглого убийцы отправились на Индейскую территорию, где объединились в банду с двумя ковбоями из Оклахомы — Уильямом Смитом (англ. William Smith) и Джоном Уэсли (англ. John Wesley). 30 апреля банда совершила неудачную попытку ограбления банка в Медисин-Лодж, штат Канзас. Утром, во время сильного дождя грабители въехали в город, остановившись возле угольного склада банка. Трое бандитов вошли в банк с масками на лицах, один остался снаружи, наблюдая за лошадьми. Точный ход событий, произошедших в банке, остался невыясненным, известно лишь, что главный кассир Джордж Гепперт (англ. George Geppert) успел активировать кодовый замок и запечатать хранилище, не позволив грабителям сбежать с деньгами, после чего был застрелен Беном Уилером (и, возможно, Джоном Уэсли). Кроме убитого Гепперта, бандиты смертельно ранили президента банка Уайли Пэйна (англ. Wylie Payne). Большинство источников сообщают, что в Пэйна стрелял именно Генри Браун, однако историк Т. А. Макнил, автор книги «Когда Канзас был юн» (англ. When Kansas Was Young), утверждает, что на смертном одре Пэйн назвал своим убийцей Уэсли.
Грабители попытались скрыться, но в погоню за ними сразу же был снаряжён отряд из двенадцати ковбоев под предводительством Барни О’Коннора, бывшего работодателя Брауна. Отряд настиг банду в закрытом каньоне в нескольких милях к югу от города и после двухчасовой перестрелки вынудил сдаться.
Бандиты были заключены в городскую тюрьму; перед линчеванием им была предоставлена возможность написать письма своим родным. Письмо, которое Генри Браун написал жене, сохранилось:

«Дорогая жена! Я тут в тюрьме. Мы вчетвером пытались ограбить местный банк, и один из нас застрелил человека в банке. Я хочу, чтобы ты приехала повидать меня так скоро, как только сможешь. Я передам тебе все свои вещи, и ты сможешь продать их. Но сохрани винчестер. Мне тяжело писать это письмо, но то, что я сделал, я сделал ради тебя, моя милая жена, и ради любви, которую я испытываю к тебе. Не бросай меня, если ты это сделаешь, это меня убьёт. Будь честной со мной до конца своей жизни и приезжай, если всё ещё достаточно думаешь обо мне. Моя любовь к тебе сильна так же, как всегда. О, как мне не хотелось расставаться с тобой в прошлое воскресенье вечером! Но я не думал о том, что так может произойти. Я полагал, что мы сможем взять деньги, и с ними у нас не будет никаких проблем, но самые сокровенные надежды человека порой разбиваются о неприятности. Нас бы не арестовали, но одна из наших лошадей пала, а мы не могли бросить своего товарища одного. Я не знаю, что написать. Сделай всё возможное, всё, что сможешь. Я хочу, чтобы ты прислала мне что-нибудь из одежды. Продай все вещи, которые тебе не нужны. Сфотографируйся и пришли мне снимок. И прямо сейчас, моя дорогая жена, сходи повидать мистера Витцлебена и мистера Найса и возьми у них деньги. Если нас не линчуют, через какое-то время мы выйдем отсюда, и всё будет в полном порядке. Мод, я ни в кого не стрелял и не хотел, чтобы другие кого-то убили. Но они это сделали, и тут больше не о чем говорить. А теперь, моя дорогая жена, до свидания. Г. Н. Браун».
Оригинальный текст (англ.)"Darling Wife: I am in jail here. Four of us tried to rob the bank here and one man shot one of the men in the bank. I want you to come and see me as soon as you can. I will send you all of my things and you can sell them. But keep the Winchester. It is hard for me to write this letter, but it was all for you, my sweet wife, and for the love I have for you. "Do not go back on me. If you do it will kill me. Be true to me as long as you live, and come to see me if you think enough of me. My love is just the same as it always was. Oh, how I did hate to leave you last Sunday evening. But I did not think this would happen. I thought we could take in the money and not have any trouble with it, but a man's fondest hopes are sometimes broken with trouble. We would not have been arrested but one of our horses gave out and we could not leave him [the rider] alone. I do not know what to write. Do the best you can with everything. I want you to send me some clothes. Sell all the things you don't need. Have your picture taken and send it to me. Now, my dear wife, go and see Mr. Witzleben and Mr. Nyce and get the money. If a mob does not kill us we will come out all right after while. Maude, I did not shoot anyone and didn't want the others to kill anyone. But they did and that is all there is about it. Now, my darling wife, goodbye. H. N. Brown."— Caldwell Journal.

## Смерть
Понимая, что линчевание неизбежно, Уэсли смог избавиться от ножных кандалов, которыми он был прикован к Брауну, а потом помог освободиться Смиту, прикованному к Уилеру, в результате чего все четверо оказались больше не стеснёнными в движениях и приготовились бежать или драться. Когда линчеватели около 9 часов вечера открыли дверь камеры, в которой были заключены бандиты, Браун и Уилер попытались прорваться через толпу, не ожидавшую сопротивления, надеясь скрыться в близлежащем переулке под покровом темноты. В Брауна выстрелили из двуствольного дробовика в упор, после чего он скончался на месте, почти разорванный пополам. Уилер смог пробежать около ста метров, прежде чем его изрешетили шквальным огнём, однако прожил ещё достаточно долго, чтобы его успели повесить вместе со Смитом и Уэсли на вязе, растущем рядом с тюрьмой.

## Образ в культуре
- Уильям Смит сыграл Генри Брауна в эпизоде 1969 года «Беспокойный человек» (англ. The Restless Man) синдицированного телесериала «Дни в Долине Смерти»[38].
- В фильме Джона Уэйна «Чизум[англ.]» (1970), когда Билли Кид предлагает ограбить банк Мёрфи, чтобы отомстить за смерть Танстелла, Том О’Фолльярд рекомендует Генри Брауна как человека, которого нужно завербовать для рейда. Он появляется в кульминационной сцене перестрелки, но неясно, кто именно из полудюжины членов банды (всех играют неизвестные статисты) изображает Брауна[39].
- В фильме 1990 года «Молодые стрелки 2» образ Генри Ньютона Брауна объединён с образом другого «Регулятора», Джима Френча. Этот персонаж в исполнении актёра Алана Дугласа Рака получил довольно неуклюжий французский акцент и составное имя Хендри Уильям Френч (англ. Hendry William French)[40].

## Галерея

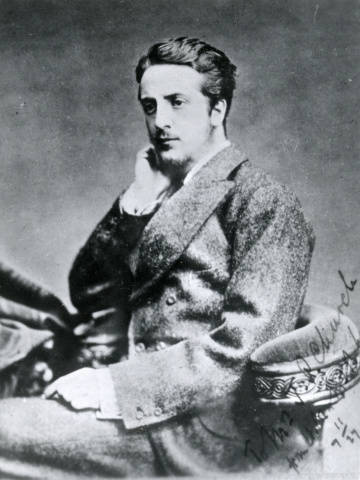
Джон Генри Танстелл, около 1870
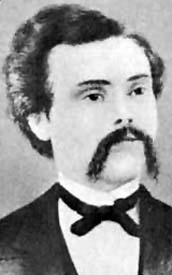
Александр Максуин, около 1875
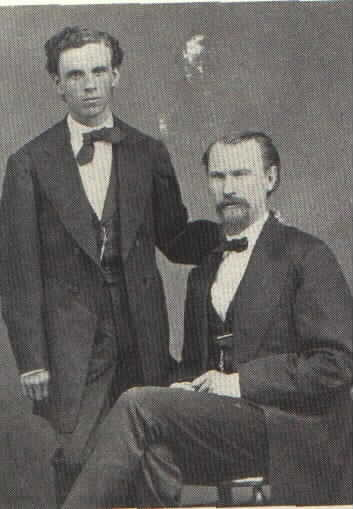
Лоренс Мёрфи (справа) и Джеймс Долан, 1870-е
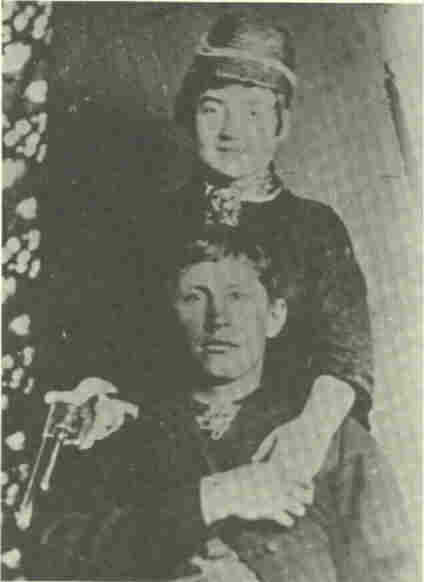
Джесси Эванс и неизвестная женщина, около 1870
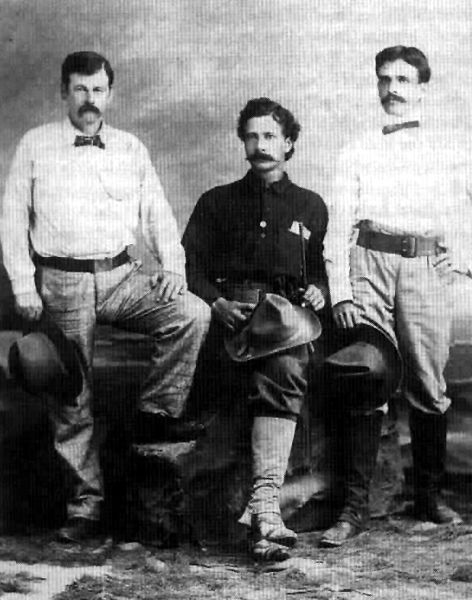
Джон Кинни (крайний слева) и два члена его банды, 1880-е
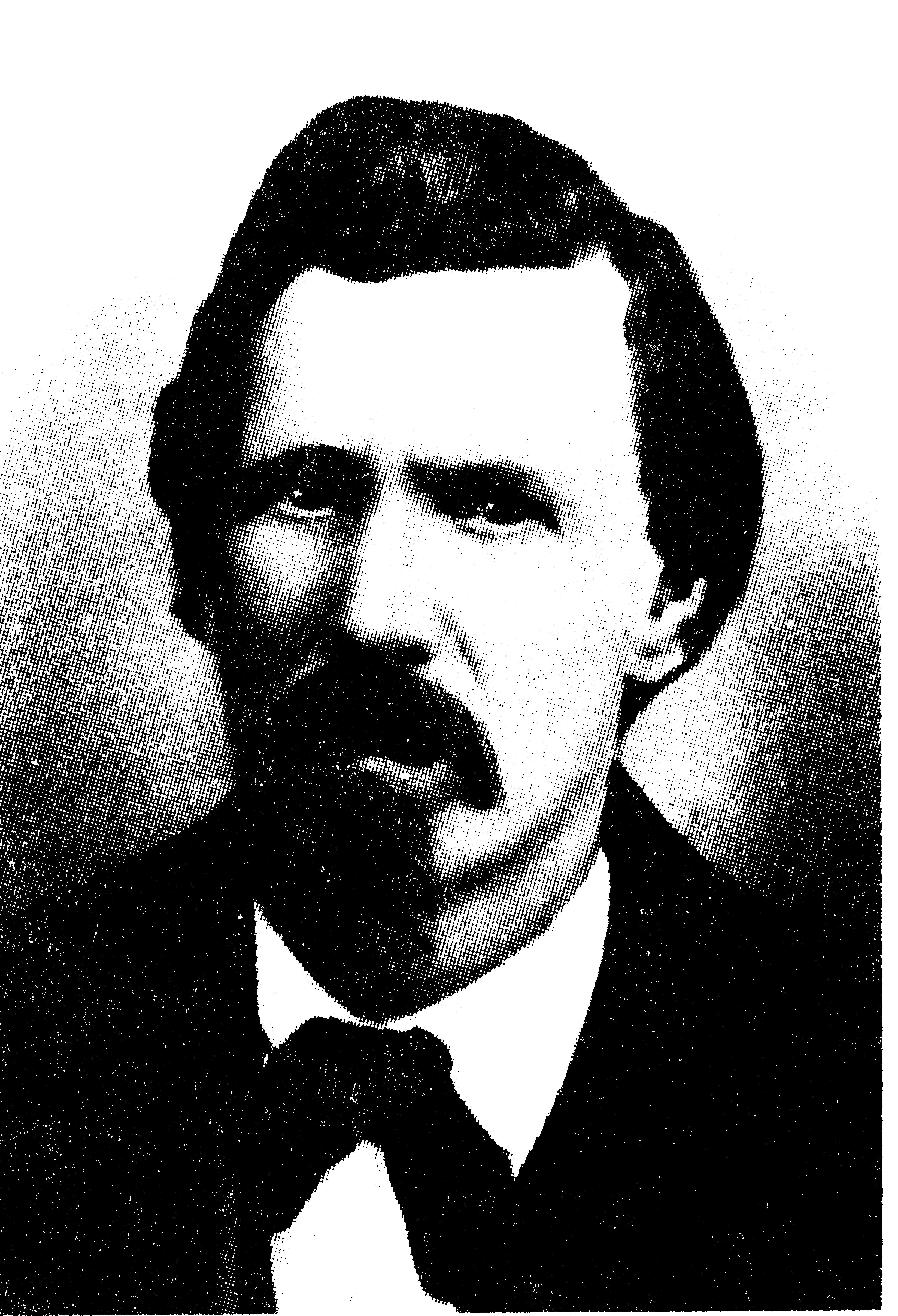
Уильям Брейди, 1872
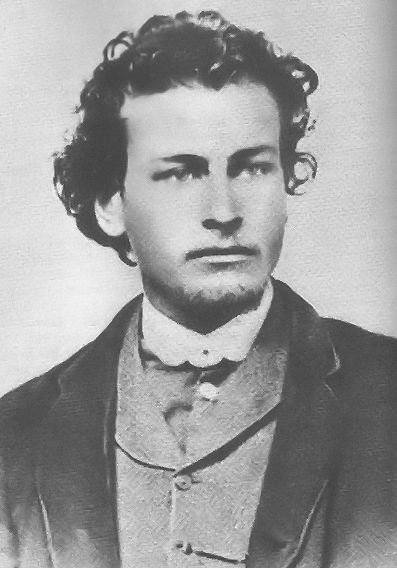
Дик Брюэр, около 1875
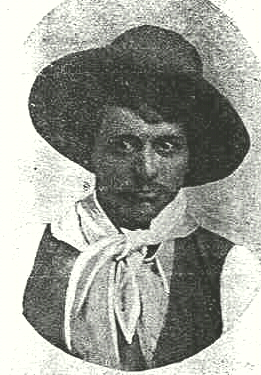
Предполагаемое фото Джима Френча, 1878
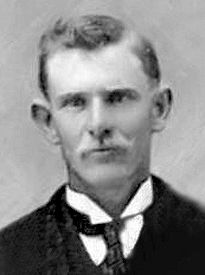
Док Скарлок, 1877
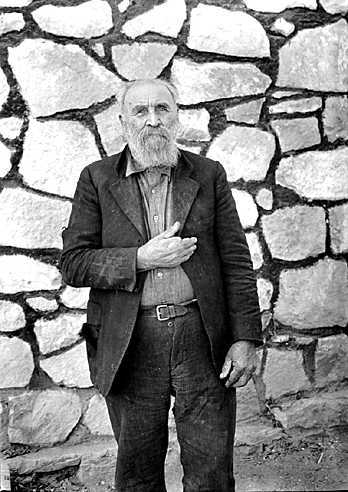
Джордж Коу, 1934
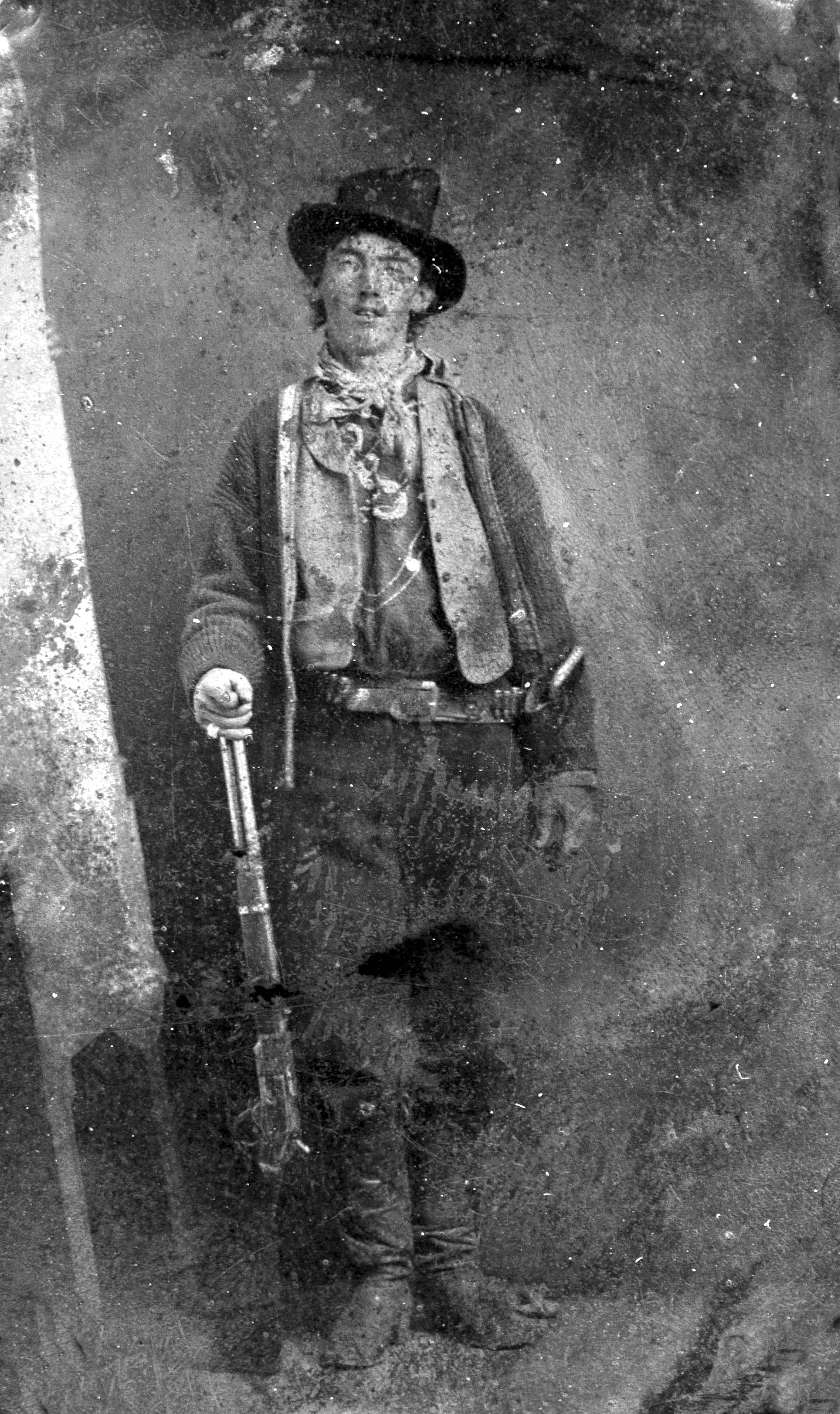
Билли Кид, около 1880
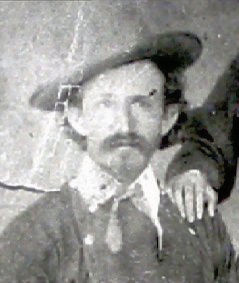
Чарли Боудри, около 1880
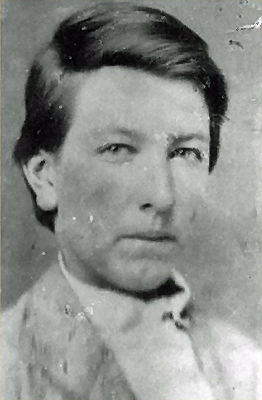
Том О'Фолльярд, около 1875
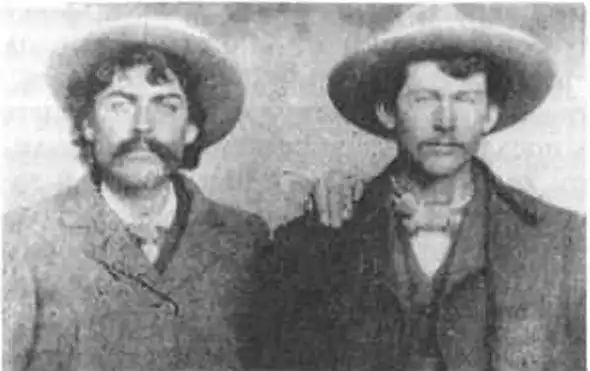
Фрэд Уэйт (слева) и Генри Браун, около 1878
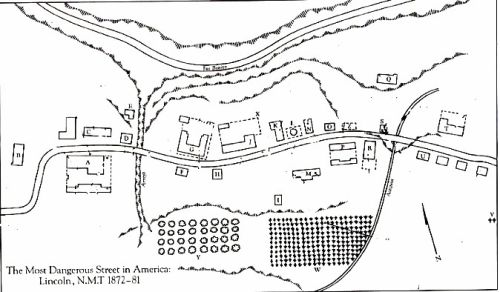
Карта Линкольна, составленная между 1872 и 1881
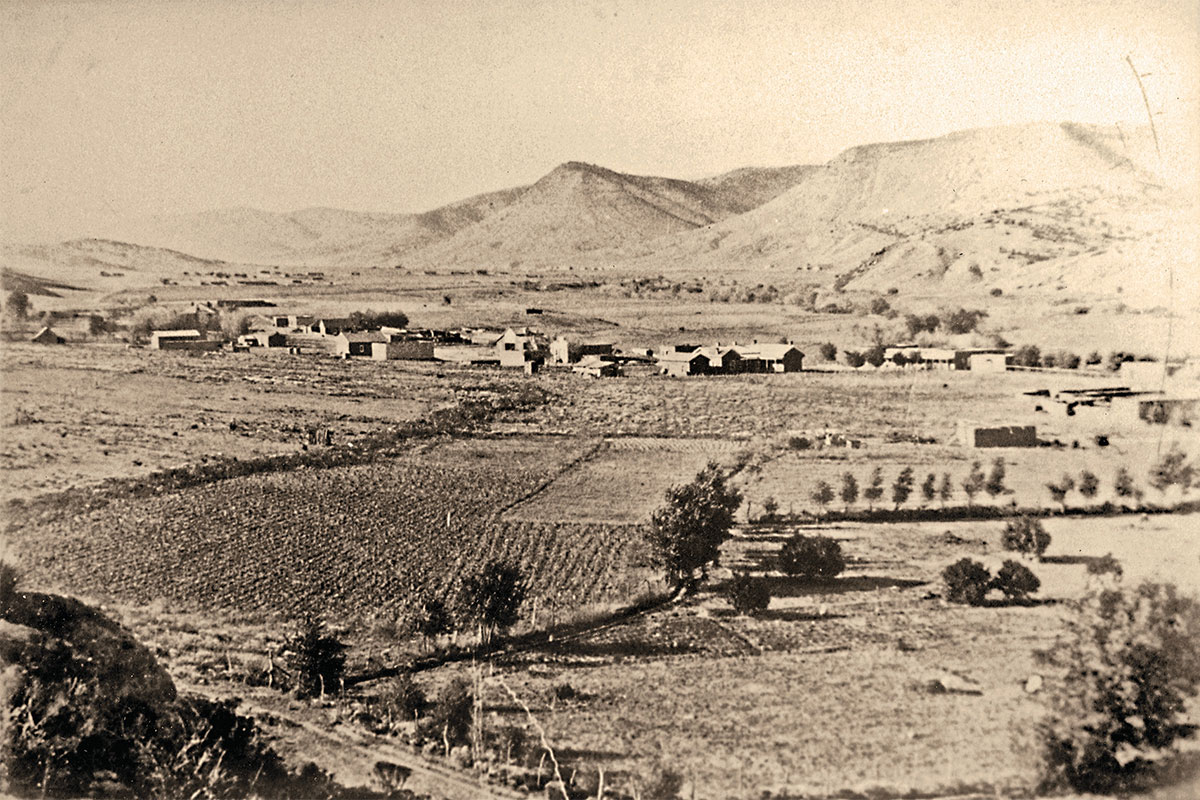
Линкольн, XIX век